# چوی وودز
کوین لی " چوی " وودز (زاده ۱۳ مه ۱۹۸۱) یک خواننده رپ و ترانه‌سرای آمریکایی اهل پیتسبورگ، پنسیلوانیا است. او در طول زندگی حرفه‌ای‌اش به خواننده رپ ویز خلیفه وابسته بوده‌است، همچنین به عنوان هیپمن خلیفه در تور فعالیت می‌کرد. اولین حضور مهم او در آهنگ ویز خلیفه " تیلور گنگ " بود. وودز در بیش از ۲۰ تور حضور داشته و چندین میکس تیپ از جمله The Cookout with Khalifa و سری Gangland منتشر کرده‌است.
وودز از کودکی با دوستانش با استفاده از سازها برای موسیقی پس زمینه شروع به رپ خواندن کرد. پس از فارغ‌التحصیلی از دبیرستان، به عنوان یک ورزشکار به دانشگاه رابرت موریس رفت و اشتیاق خود را به رپ افزایش داد. وودز زمانی که با نوازنده دیگری آشنا شد که میکس تیپ‌های خود را ساخته و توزیع می‌کرد، در مورد رپ جدی شد. او می‌خواست موسیقی را دنبال کند و شروع به نوشتن و رپ با نام Kev Tha Hustla کرد.